# Kenny Harrison
Kerry Lorenzo "Kenny" Harrison (Milwaukee, 13 de fevereiro de 1965) é um atleta norte-americano, especialista no Salto triplo.
Foi campeão mundial em 1991.
Suas chances de competir nos Jogos Olímpicos de Barcelona 1992 acabaram quando ele rasgou a cartilagem do joelho. Depois de se recuperar da cirurgia, ganhou a medalha de ouro no salto triplo em Atlanta 1996, com o recorde americano e olímpico de 18,09 metros . Este salto foi notável por ser o segundo melhor da história da prova (somente atrás do recorde mundial de 18,29 metros de Jonathan Edwards), e por ter sido o mais longo salto realizado com vento contra.